# Roberto Pasolini
Padre Roberto Pasolini (Milano, 5 novembre 1971) è un religioso, presbitero, predicatore e biblista italiano dell'Ordine dei Cappuccini. Dal 9 novembre 2024 è il Predicatore della Casa Pontificia.

## Biografia
Dopo aver conseguito la laurea in Scienze dell'informazione presso l'Università degli Studi di Milano nel 1996 con una tesi sull'intelligenza artificiale, scoprì la fede leggendo il Vangelo in metropolitana ed entra presso la provincia dei frati minori cappuccini della Lombardia.
Il 7 settembre 2002 ha emesso i voti perpetui ed è stato ordinato presbitero il 23 settembre 2006. 
Dopo qualche anno di esperienza pastorale, viene inviato a Roma per approfondire lo studio della Sacra Scrittura e qui ha conseguito prima la licenza in Sacra Scrittura presso il Pontificio Istituto Biblico (2012) e poi dottorato in teologia biblica presso la Pontificia Università Gregoriana (2016); in seguito è stato professore di lingue bibliche e Sacra Scrittura presso lo Studio Teologico Interprovinciale Laurentianum dei Frati Minori Cappuccini a Milano e Venezia, e di esegesi biblica presso la Facoltà Teologica dell'Italia Settentrionale a Milano. 
Dal 2017 al 2024 è stato maestro dei postnovizi, cioè responsabile della formazione dei giovani frati presso il Convento di piazzale Velasquez a Milano. All'attività accademica e formativa ha abbinato un'intensa attività pastorale tra carceri, disabili e distribuzione di cibo ai senza tetto, incontrando ogni anno centinaia di giovani ragazzi e ragazze. Ha collaborato con l'Arcidiocesi di Milano nella formazione dei professori di religione, e con la Conferenza Italiana dei Superiori Maggiori. Ha poi ideato e curato il sito web "Nella Parola" dove si raccolgono commenti ai testi biblici e alla liturgia del giorno.
Il 9 novembre 2024 papa Francesco lo ha nominato predicatore della Casa Pontificia, succedendo al cardinale Raniero Cantalamessa.

## Opere
- Amanti perché amati, Tau, 2015
- Fallire e non mancare il bersaglio paradosso del Regno e strategie comunicative nel Vangelo di Marco (Epifania della Parola), pref. di Massimo Grilli, EDB, Bologna, 2017. OCLC 1022266136
- Non siamo stati noi, Edizioni San Paolo, 2020
- È stato Dio, Edizioni San Paolo, 2021
- Saremo noi, Edizioni San Paolo, 2021
- Un giorno smetteremo di morire, Edizioni San Paolo, 2023
- Iniziazione alla preghiera, Edizioni San Paolo, 2024